# Kornelis ter Laan

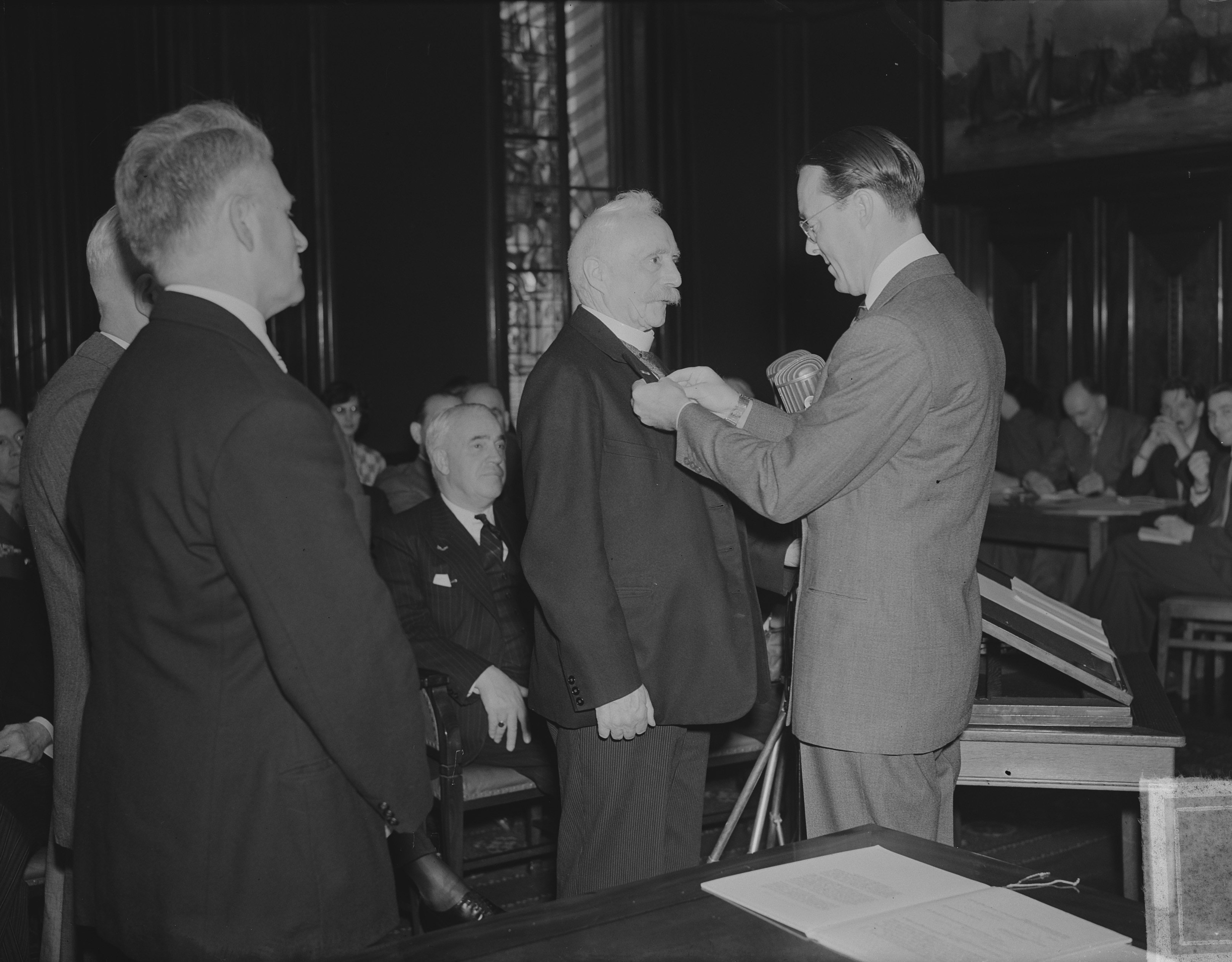
Ter Laan ontvangt de Zilveren Anjer (1951)

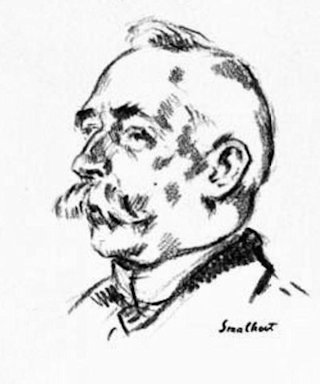
Portret van Ter Laan door Elie Smalhout

Kornelis ter Laan (Slochteren, 8 juli 1871 – Utrecht, 6 maart 1963) was een Nederlandse onderwijzer, taalkundige, schrijver en politicus, die publiceerde als K. ter Laan. Hij werd 'Kees' of 'Knelis' genoemd en door sommigen (tegen zijn zin) 'Klaas'.
Hij was een bekend pleitbezorger van de Groninger taal en cultuur. Daarnaast was hij Tweede Kamerlid voor de Sociaal-Democratische Arbeiderspartij (SDAP) en burgemeester van Zaandam.
Naar hem is de K. ter Laan Prijs vernoemd, die sinds 1983 jaarlijks wordt uitgereikt door de Stichting 't Grunneger Bouk.

## Levensloop
Ter Laan was een zoon van Remko ter Laan en Metje Buurman. Zijn ouders kochten in 1870 een boerderij met 2 hectare grond onder beklemrecht. Vader zag voor Kornelis weinig toekomst in de landbouw. Het inkomen uit het boerenbedrijf gaf net genoeg ruimte om voor Kornelis een opleiding te kunnen betalen. Hij kon daardoor de Rijks Hogere Burgerschool in Sappemeer volgen. Door het volgen van extra lessen slaagde hij er vervolgens in een tijdelijke betrekking als onderwijzer te krijgen in Noordbroek.
Op jonge leeftijd raakte hij geïnteresseerd in het socialisme. Hij werd lid van de Sociaal-Democratische Bond, maar verliet deze toen men voor de anti-parlementaire weg koos. Hij trad in 1900 toe tot de SDAP en werd in 1901 tot lid van de Tweede Kamer gekozen voor het kiesdistrict Hoogezand. Zijn werk in het onderwijs had hem in 1898 van Sluis naar Delft gebracht. Al spoedig werd hij lid van belangrijke Kamercommissies, zoals de Legercommissie (vanaf 1913) en de Bevredigingscommissie (1914), die een belangrijke rol speelde in de afloop van de Schoolstrijd.

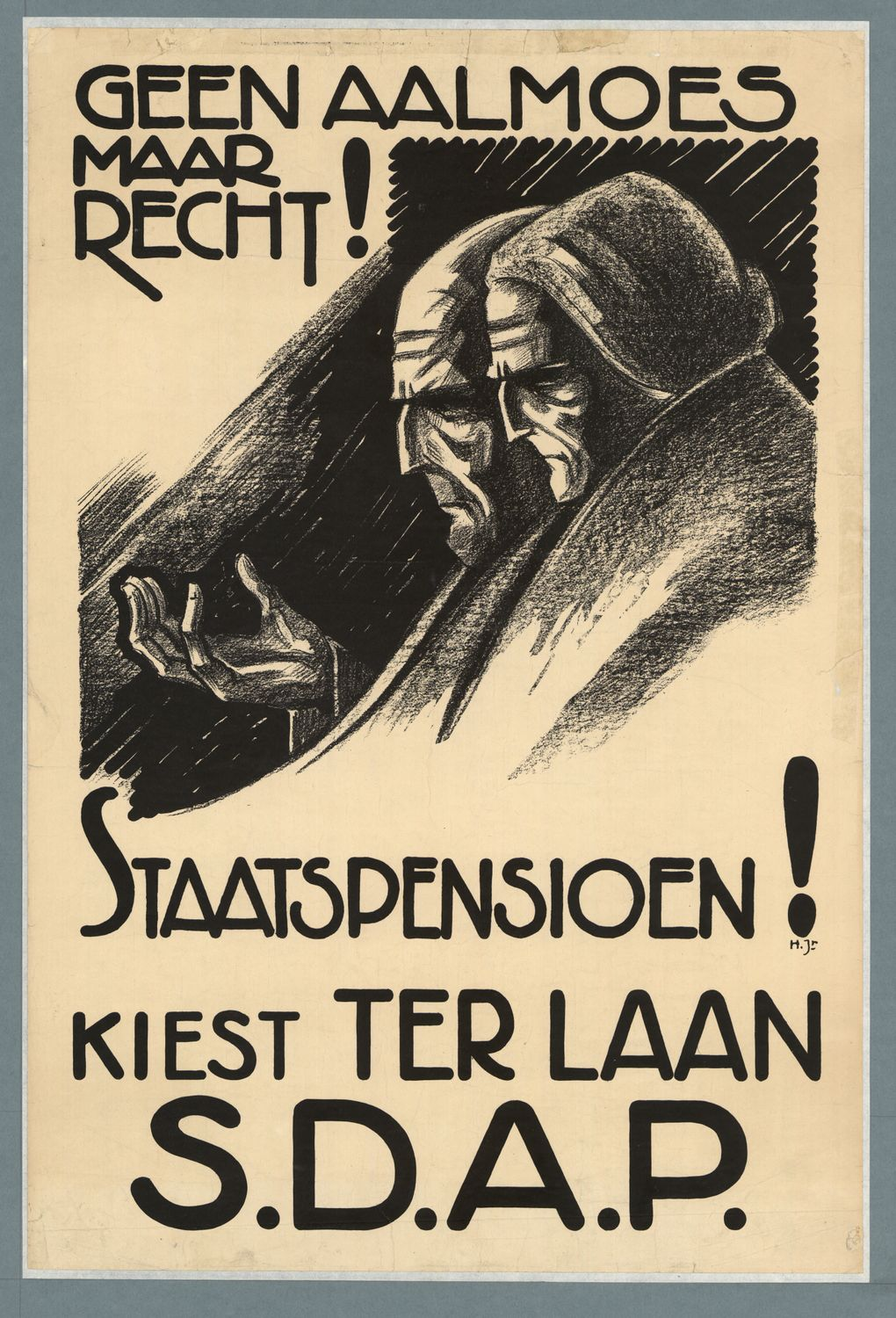
SDAP campagneposter voor een staatspensioen, ontworpen door Albert Hahn jr., 1929

Toen de SDAP en het NVV in 1925 de Campagne voor Nationale Ontwapening startten, was Ter Laan de openingsspreker. Ook was hij voorzitter van de Commissie tot Onderzoek van het Militaire Vraagstuk en de indiener van wetsontwerpen over de leerplichtwet en de Staatsloterij. Hij bleef tot 1937 lid van de Kamer.
Van 1905 tot 1914 was Ter Laan tevens gemeenteraadslid te Den Haag: de eerste sociaaldemocraat in de Haagse gemeenteraad. In 1914 werd hij door het kabinet-Cort van der Linden als eerste sociaaldemocraat tot burgemeester benoemd in Zaandam. Hij bleef dat tot 1937, naast zijn Kamerlidmaatschap. Van 1911 tot 1946 was hij ook voorzitter van de Commissie van Toezicht van de Algemeene Landsdrukkerij in Den Haag.
Hij was getrouwd met Ida Groen. Zij kregen twee zoons en een dochter. Ter Laan overleed op 91-jarige leeftijd.
Ook zijn jongere broer Jan ter Laan was vanaf 1913 jarenlang Kamerlid voor de SDAP.

## Schrijverschap
Hoewel Ter Laan op betrekkelijk jonge leeftijd uit Groningen was vertrokken, bleef hij een sterke band met zijn geboortegrond voelen. Die band komt tot uitdrukking in veel van zijn geschreven werk. Hij is daarin meer verteller dan schrijver.
Zijn verdienste ligt ook in het samenstellen van woordenboeken en encyclopedieën. Zijn pionierswerk draagt sporen van het feit dat hij niet als lexicograaf was opgeleid, maar zijn Nieuw Groninger Woordenboek van 1278 bladzijden geldt nog steeds als de standaard. Naast dit woordenboek van het Gronings is het een bron van achtergrondinformatie en geeft het regels voor de spelling.
Voor zijn "vastlegging van het streekeigene in Groningen" werd Ter Laan in 1951 onderscheiden met de Zilveren Anjer. Hetzelfde jaar werd hij benoemd tot ereburger van Slochteren.

## Publicaties (selectie)
- (met G.W. Spitzen en Gerben Stel), Laandjebloumen. Bloemlezing uit de letterkundige voortbrengselen in de Groninger volkstaal (1923)

- De riekdom van de Grunneger toal (1924)
- Groninger overleveringen (1928, 2e verb.dr. 1930)
- Nieuw Groninger Woordenboek (1929) (online)
- E.J. Huizenga-Onnekes, Groninger volksverhalen, bewerkt door K. ter Laan (1930)
- Prophecye van Jaarfke, opnieuwe met historise toelichting en verklarende aantekeningen in 't licht gegeven (1931)
- Nederlandse overleveringen (1932, deel 1, deel 2)
- Olipodrigo, dat is: 't malle-kostersboekje (1933).

- Encyclopedisch woordenboek voor Groot-Nederland (1937)
- Groningen voor honderd jaar (1937)
- Joodse overleveringen (1937)
- Woordenboek van de vaderlandse geschiedenis (1939)
- Beknopte Nederlandse Encyclopedie (1941, 1947, 1949)
- Letterkundig woordenboek (1941)
- Aardrijkskundig woordenboek van Nederland (1942, 1948)
- Maark en pit. Stoere woorden in de Grunneger toal (1943)
- Folkloristisch woordenboek (1949)
- De boer in de Groninger letteren (1949)
- Folklore in de Nederlandse overleveringen (1949);

- Nederlandse spreekwoorden, spreuken en zegswijzen (1950)
- Hoezen van Gruindiek (1951)
- Letterkundig woordenboek voor Noord en Zuid (2e dr. 1952)
- Proeve van een Groninger spraakkunst (1953)

- Groninger Encyclopedie, 2 delen, (1954-55)
- K. ter Laan's Multatuli-Encyclopedie (red. Chantal Keijsper, postuum uitgegeven in 1995)
- As ik nou moar eerst wat verdain (2013), postuum uitgegeven verhalen